# Operation Archery
Operation Archery war ein britischer Überfall auf einen deutschen Stützpunkt im Süden der Insel Vågsøy in Norwegen während des Zweiten Weltkriegs.

## Strategische Voraussetzungen
Die britische Armee war mit dem Unternehmen Weserübung und der Operation Dynamo bis Mitte 1940 vom europäischen Festland verdrängt worden. Unmittelbar darauf begann Winston Churchill eine operative Rückkehr in Form kleinerer Landungsoperationen zu propagieren. Die Wahl des bevorzugten Operationsgebiets fiel schnell auf Norwegen, weil dort die deutschen Truppen weniger konzentriert waren als etwa an der französischen Küste. Im März 1941 gelang mit der Operation Claymore ein Überfall auf die Inselgruppe der Lofoten.

## Operationsziele
Louis Mountbatten hatte im Oktober 1941 das Kommando des Combined Operations Headquarters erhalten und setzte auf ein offensiveres Vorgehen insbesondere in Skandinavien, um deutsche Truppen an den langen dortigen Küsten binden, die andernfalls gegen die Sowjetunion hätten eingesetzt werden können. Operation Archery fand vor diesem Hintergrund gleichzeitig mit der ähnlich gelagerten aber von einer größeren Flottenstreitmacht geführten und als bedeutender angesehenen Operation Anklet gegen die weiter nördlich gelegenen Lofoten statt und sollte die deutsche Seite von dieser ablenken. Der Überfall auf Vågsøy sollte zudem eine Konservenfabrik und eine Produktionsanlage für Fischöl vernichten. Letzteres wurde auf deutscher Seite auch als Ausgangsstoff für technisch verwendete Öle genutzt.
Darüber hinaus dienten die beiden Operationen auch als erste Praxiserprobung eines Gefecht der verbundenen Waffen aller drei Teilstreitkräfte als Landungsoperation gegen eine verteidigte Küste.

## Vorbereitung
Konteradmiral Harold Martin Burrough und Brigadegeneral Charles Haydon wurden am 6. Dezember mit der Leitung der Operation betraut. Sie konnten dazu auf das gesamte No. 3 Commandos unter der Führung von Jack Churchill, eine bataillonsstarke Kommandoeinheit der Royal Marines, auf Teile weiterer Commando-Einheiten und auf Teile der Norwegian Independent Company No. 1 unter ihrem Kommandeur Martin Linge zurückgreifen. Die eingeplanten Bodentruppen umfassten rund 570 Mann. Zudem wurde eine vergleichsweise großer Trupp Kriegsberichterstatter eingeplant.
Die Briten gingen von gegnerischen Kräften in Stärke von rund 150 Soldaten der 181. Infanterie-Division mit einem Panzer und vier Staffeln der Luftwaffe mit zusammen 37 Flugzeugen in der Region. Dazu kamen rund 100 deutsche Bauarbeiter. Für die kleine Insel Moldøen in dem Sund zwischen Vågsøy und dem Festland wurde eine Befestigung mit vier Küstengeschützen sowie Truppenunterkünften und Munitionslagern angenommen. Deutsche Kriegsschiffe wurden nicht erwartet, aber ein in Aufstellung befindlicher Konvoi weiter nördlich im Fjord.
Nach Übungen für die bevorstehende Operation bestiegen die Truppe am 15. Dezember ihren Marineverband. Flaggschiff war der Kreuzer Kenya an der Spitze von vier Zerstörern, darunter die Onslow, und zwei Landungsschiffen. Am 24. Dezember verließ der Verband Scapa Flow.

## Durchführung
Nach Verzögerungen wegen schlechten Wetters traf der Verband um 7 Uhr am 27. Dezember vor dem Vågsfjord das U-Boot Tuna, das an der Operation teilnehmen und diese absichern sollte. Nachdem sich die einzelnen Schiffe in Angriffsposition begeben hatten, begann die Kenya um 8 Uhr Gefechtsfeldbeleuchtung auf Moldøen zu schießen. Es folgte der Beschuss der Küstenverteidigungsanlagen von allen fünf Kriegsschiffen aus mit insgesamt rund 500 Projektilen und dann das Nebeln durch abgeworfene Nebelmittel der Royal Air Force. Bristol Beaufighters und Bristol Blenheims sperrten den Luftraum und bombardierten deutsche Befestigungen.
Die Bodentruppen gingen in fünf Gruppen vor. Landungen erfolgten im Dorf Holvika im Angriff auf deutsche Befestigungen und südlich des Hauptorts Måløy und auf Moldøen. Ein Landungstrupp wurde in Reserve gehalten, ein weiterer fuhr auf dem Zerstörer HMS Oribi in den Sund ein, um an der Ostküste der Insel zu landen und die Uferstraße gegen mögliche von Norden zugeführte deutsche Verstärkung zu sperren.
In Holvika trafen die Landungstruppen kaum auf Widerstand, weil ein Großteil der deutschen Soldaten zu diesem Zeitpunkt zum Frühstück in Måløy weilte. Auf Moldøen waren drei der vier Küstengeschütze durch den Artilleriebeschuss zerstört worden. Die 105 dort eingesetzten Kommandosoldaten brachen den deutschen Widerstand innerhalb von rund 20 Minuten. Allerdings fiel an dieser Stelle der norwegische Kommandeur Martin Linge. Im Norden der Insel gelang es dem Sperrtupp, ohne Feindkontakt die Uferstraße zu verkratern und eine Telefonleitung zu zerstören. In dem Gebiet waren das deutsche Handelsschiff Fritzen und der Hilfskreuzer Fohn anwesend. Beide wurden angesichts des britischen Zerstörers von ihren Besatzungen auf den Strand gesetzt. Die britischen Truppen kaperten daraufhin unter Beschuss beide Schiffe, um Dokumente zu erbeuten. In diesem Teilgebiet der Operation waren auch deutsche Kampfflugzeuge aktiv, zwei Messerschmitt Bf 109 und eine Junkers Ju 88.
Wegen des unerwartet leichten Vorankommens an anderer Stelle waren die drei Landungstrupps schnell verfügbar um in den Hauptkampf im Süden von Måløy einzugreifen. Dort wurde bald auch die zurückgehaltene Reserve eingesetzt, da sich die deutsche Verteidigung lebhafter als erwartet verhielt. Ein Grund war, dass sich neben den stationierten Truppen rund 50 deutsche Soldaten auf Weihnachtsurlaub in der Kleinstadt befanden. Den Briten und Norwegern gelang nur ein mühsamer Einbruch in die Stadt und deutsche Truppen hielten über den gesamten Verlauf der Operation hinweg Teile des Orts. Allerdings wurden alle geplanten Sprengungen vorgenommen. Um 13:45 Uhr befahl der britische Einsatzkommandant Durnford-Slater den Rückzug aus Måløy. Um 14:45 Uhr, bei einbrechender Dunkelheit, befanden sich alle Soldaten wieder auf See.
Nördlich des Landungsgebiets versenkten die Zerstörer des Verbands neun deutsche Schiffe mit zusammen rund 15.000 Registertonnen und schossen vier Flugzeuge ab. Die Flugplätze in Stavanger und Herida wurden bombardiert. Insgesamt hatte die Air Force über sieben Stunden hinweg in weiter Entfernung von ihren Flugplätzen eine Unterstützungsoperation gegen Boden- und Luftziele aufrechterhalten. Auf Vågsøy wurden 95 deutsche Soldaten und neun norwegische Kollaborateure festgenommen. Die britische Seite verlor elf Flugzeuge, allerdings über ihr gesamtes, weiter ausgedehntes Operationsgebiet hinweg. 71 Norweger begleiteten die Landungstruppe auf ihrem Rückweg nach Großbritannien.

## Folgen
Wie von den Briten beabsichtigt, wurden die deutschen Truppen an den skandinavischen Küsten verstärkt, und ein großer Teil der deutschen Überwasserflotte wurde in die dortigen Seegebiete verlegt. Die Zerstörung der Fischverarbeitungsanlagen hatte kaum Auswirkungen. Die von zahlreichen Kriegsberichterstattern auf britischer Seite erzeugten Fotos und Texte über die Operation wurden in der Folge intensiv propagandistisch genutzt. Dies dokumentierte die britische Fähigkeit zum offensiven Vorgehen, nachdem die Truppen im Jahr zuvor vom Kontinent vertrieben worden waren. Allerdings verschlechterte die Operation das Verhältnis der norwegischen Exilregierung, die sich bei der Planung übergangen fühlte, und der britischen Regierung. Dennoch folgten weitere Kommandooperationen in Norwegen.
Die Erkenntnisse für die Koordination von See-, Luft- und Landstreitkräften aus Archery trugen zum Erfolg der wesentlich umfangreicheren Landungsoperationen im weiteren Kriegsverlauf bei, namentlich der Operation Overlord am 6. Juni 1944 bei, die die Befreiung Westeuropas und die Eroberung der westlichen Hälfte des Deutschen Reiches einleitete.